# Dunö
Dunö is een plaats in de gemeente Kalmar in het landschap Småland en de provincie Kalmar län in Zweden. De plaats heeft 384 inwoners (2000) en een oppervlakte van 50 hectare.